# 霍普金頓 (新罕布什爾州)
霍普金頓（英語：Hopkinton）是一個位於美國新罕布什爾州梅里馬克縣的鎮。

## 人口
根據2020年美國人口普查的數據，霍普金頓的面積為116.77平方千米，當中陸地面積為112.14平方千米，而水域面積為4.63平方千米。當地共有人口5914人，而人口密度為每平方千米51人。